# Mirassol Futebol Clube
El Mirassol Futebol Clube es un club de fútbol de la ciudad del homónimo nombre en el estado de São Paulo, en Brasil. Fue fundado el 9 de noviembre de 1925. En 2025 (y coincidiendo con los 100 años del club) jugará por primera vez en su historia en el Campeonato Brasileño de Serie A.

## Historia
Fue fundado el 9 de septiembre de 1925 en el municipio de Mirassol del estado de Sao Paulo con el nombre Mirassol AC y se limitaron a jugar partidos amistosos en sus primeras dos décadas de existencia hasta que ingresaron a las competiciones estatales en 1951, aunque al año siguiente regresaron a ser equipo aficionado.
En 1960 haría su retorno a la categoría profesional en la tercera división estatal, logrando el ascenso a la segunda división al año siguiente. Durante los años 1960 desarrollaron una rivalidad con el Grêmio Recreação Esporte e Cultura Mirassol (GREC), aunque esta rivalidad terminaría en 1964 cuando ambos equipos se fusionan para crear al Mirassol EC y cambiaron sus colores originales de verde y amarillo a azul y blanco.
El club pasa a llamarse Mirassol Futebol Clube en 1982 y regresaron a sus colores originales. En 1995 el club participa por primera vez en una competición nacional, en el Campeonato Brasileño de Serie C, la tercera división de Brasil, en donde sería eliminado en la primera ronda en la que perdería cinco de los seis partidos que jugó y terminaría en el lugar 101 entre 107 equipos.
En 2008 regresaría a jugar a nivel nacional en el Campeonato Brasileño de Serie C en la que volvió a ser eliminado en la primera ronda al terminar en último lugar de su zona, con la diferencia de que esta vez ganaron un partido y finalizaron en el lugar 54 entre 63 equipos. Un año después se convierten en uno de los equipos fundadores del Campeonato Brasileño de Serie D, la nueva cuarta división nacional, en donde fue eliminado en la primera ronda al terminar en tercer lugar de su zona entre cuatro equipos y terminó en el lugar 32 entre 39 equipos.
En 2011 regresarían a la cuarta división nacional, temporada en la que superan la primera ronda en un torneo nacional por primera vez al terminar en segundo lugar de su grupo entre cinco equipos por diferencia de goles, en la segunda ronda eliminan 4-3 al Esporte Clube Juventude del estado de Río Grande del Sur, pero en la tercera ronda son eliminados en penales por el Oeste Futebol Clube del estado de Sao Paulo, quedando muy cerca de regresar al Campeonato Brasileño de Serie C. Al año siguiente volverían a la cuarta división nacional, pero sería eliminado en la primera ronda al terminar último en su grupo entre cinco equipos.
En 2018 participan en el Campeonato Brasileño de Serie D por cuarta ocasión en la que fueron eliminados nuevamente en la primera ronda al terminar en tercer lugar de su grupo entre cuatro equipos.En 2020 se clasificarón a la Serie D y jugando muy bien ganó la Serie D ante Floresta por 1-0. En 2022, quedó en primero en la primera fase de la Serie C, clasificandóse a la fase final. En la fase final, quedó en primero junto con Botafogo de Ribeirão, ascendiendo a la B y jugar la final ante ABC de Natal. En Natal, ganó Mirassol 2-0 y la vuelta en Mirassol, empató en 0-0, siendo campeones de la Serie C.En 2023 pelearon por el ascenso a la Serie A, pero quedaron en 6.º Con la venta del atacante Luiz Araújo, por R$ 5,4 millones, construyeron su centro de entrenamiento, cambiando su historia. En la temporada de 2024,  hicieron buenas campañas y quedando en el segundo puesto con 67 puntos ascendieron a la Serie A 2025 por primera vez en su centenario. 
El 29 de marzo de 2025, Mirassol debutó en la Serie A del Campeonato Brasileño, donde fue derrotado por el Cruzeiro por 2-1 fuera de casa. El primer gol marcado por el Leão Caipira fue de Lucas Ramon.

## Palmarés
- Campeonato Brasileño de Serie C: 1

2022
- Campeonato Brasileño de Serie D: 1

2020
- Campeonato Paulista A3: 1

1997

## Jugadores

### Plantilla 2025

#### Altas y bajas 2025 (otoño)
| Altas               | Altas          | Altas       | Altas               | Altas |
| Jugador             | Posición       | Procedencia | Tipo                | Costo |
| ------------------- | -------------- | ----------- | ------------------- | ----- |
| Gabriel Knesowitsch | Defensa        | Cuiabá      | Préstamo.           | --    |
| Edson Carioca       | Delantero      | Goiás       | Préstamo.           | --    |
| Matheus Bianqui     | Centrocampista | Coritiba    | Préstamo.           | --    |
| Alex Silva          | Defensa        | Portuguesa  | Vuelta de préstamo. | --    |

| Bajas         | Bajas    | Bajas    | Bajas                     | Bajas |
| Jugador       | Posición | Destino  | Tipo                      | Costo |
| ------------- | -------- | -------- | ------------------------- | ----- |
| Alan Empereur | Defensa  | Cuiabá   | Interrupción de préstamo. | --    |
| Alex Silva    | Defensa  | Coritiba | Préstamo.                 | --    |

## Entrenadores
- Ricardo Catalá (abril de 2019–agosto de 2020)[38][39]
- Ivan Baitello (interino- marzo de 2022)[40]
- Ricardo Catalá (marzo de 2022–mayo de 2023)[41]
- Mozart (mayo de 2023–noviembre de 2024)[42][43]
- Eduardo Barroca (diciembre de 2024–febrero de 2025)[44][45]
- Ivan Baitello (interino- febrero de 2025–marzo de 2025)[45]
- Rafael Guanaes (marzo de 2025–presente)[3]